# Marțolea
Marțolea   este un personaj mitologic, răspândit pe întreg teritoriul românesc, după cum precizează Simeon Florea Marian (1847-1907), în Mitologie românească Ed Paideia, 2000, p. 94. Materialele culese de el, la sfârșitul secolului al 19-lea o dovedesc, deoarece sunt și din Moldova și din restul țării, cu precădere din Prahova. 
Marțolea arată astfel: «este o ființă necurată, în chipul unui țap lânos, dar cu cap și grai ca de om, pe cap cu coarne scurte și groase și la picioare, în loc de unghii, ca la toți țapii, cu copite ca la cai. Când cere însă trebuința, dându-se de trei ori peste cap,  se preface orișicum voiește, căci el numai într-o singură noapte poate să se prefacă în nouă chipuri. De regulă însă se preface el într-un fecior voinic, frumos și fermecător sau  sau într-o babă îmbrăcată în haine albe și lungi până la pământ.» ibidem. 
Poate să apară și sub formă de femeie străină, femeie mare, neagră, urâtă, cal, cătană (soldat), bărbat frumos. Femeilor măritate li se arată sub formă feminină, bărbaților însurați sub formă de femeie, tinerelor nemăritate ca bărbat frumos, cal, uneori soldat. 
De asemenea, se știe despre el că locuiește în Munții Macaveiului și că este un cântăreț fermecător. Cântecul său este atât de jalnic, încât stoarce lacrimile oricui. Necruțător cu cine îi încalcă regulile, Marțolea știe să fie și foarte generos.
Portretul acesta al lui Marțolea, preluat din studiul lui Simeon Florea Marian, citat mai sus, se bazează pe diferite culegeri sau studii folcloristice, precum Al. Onaciu, Iosif Vulcan, Ion Pop-Reteganul, texte culese din comuna Brebu, Prahova etc. 
Marțolea patronează serile de marți, din care cauză se mai numește și Marțsara, dar este și patronul zilei de  1 Martie, respectiv al Mărțișorului. În legătură cu aceasta, precizează Sim. Fl. Marian, în cartea citată, la p. 96,  există numeroase legende care vorbesc despre bucuria lui Marțolea la vederea firului de mărțișor. Fericit că fetele îl poartă, el dăruiește un mart sau un mărțișor, adică un ban de argint curat, care se poartă la gât tot anul. Din acest motiv, Marțolea este foarte așteptat în prima zi a lui Martie.
În Dicționar de teme și simboluri, Ed Polirom, 2009, Marțolea apare și ca îndrăgostit malefic, care mănâncă inima fetelor de care se îndrăgostește. Zoomorfismele sale îl apropie de Silen, de Pan și de Marte. Între arhetipurile săptămânii, Marțolea este de departe figura cea mai sângeroasă, ceea ce a generat și o serie superstiții despre timpul nefast al zilei de marți. 
În zona Bucovinei Marțolea răsplătește femeile care țin sărbătoarea de marți, lăsându-le în prag ouă sau flori din vârful muntelui.

## Alte variante
- Mitologia noastră țărănească cuprinde două personaje rele, care pedepsesc amarnic lenea, dar și amânarea, întârzierea unui lucru. Unul era Joimărița, slujnica Joii Mari. Celălalt, Marțolea, apărea marțea, pe înserat, și în prima noapte de martie. Le pedepsea pe femeile care munceau de ziua ei, adică marțea. Într-o gospodărie tradițională, era tot timpul ceva de făcut: se torcea, se spălau rufe, se cocea pâinea. Pedeapsa administrată de Marțolea era de-a dreptul sadică: le arunca împricinatelor pe horn o puzderie de fuse, pe care bietele femei trebuiau să le umple cu lână toarsă. Din firul care rezulta trebuiau să îi țeasă o pânză și să-i facă din ea o haină până în zori. Cine nu reușea, murea. Era mai sigur să îți asculți instinctul de conservare și să îi respecți ziua nelucrând. Marțolea asta era complet lipsită de nuri. Imaginația populară i-a compus o înfățișare aglutinată, ceva între om și drac. Avea cap de om, dar și coarne. Avea picioare, dar în loc de tălpi se folosea, în preumblările ei răutăcioase și polițienești, de copite. Ca să-i înșele pe bieții săteni, lua forme antinomice: ba se arăta ca un fecior mirobolant, ba stârnea fiori ivindu-se mai ales noaptea – pentru că, fiind o ființă malefică, devenea mai puternică la lăsarea întunericului – ca o babă îmbrăcată în alb.[2]

- Niciodată nu se spune în popor Sfânta Marți, deoarece este ziua cu încărcătura cea mai negativă, de unde și apelativul de Marțolea. Caracterul nefast al zilelor de marți și de joi se datorează și faptului că sunt dedicate unor semidivinități răufăcătoare, păstrate din păgânism. Despre aspectul nefast al zilei de marți și joi, adică despre Marțolea și Joimărița aflăm și din istorisirea lui Ioan Slavici „Din țigănie”. Duhul zilei de marți, adică Marțolea, este imaginat ca o babă slută, cu putere diavolească sau ca femeie-strigoi cu locuința în păduri și văzduhuri, ce pătrunde în casele oamenilor în seara zilei de marți spre miercuri spre a pedepsi pe femeile care lucrează în acea zi. Marțolea cunoaște și alte denumiri ca: „Marți-seara”, „Marseara”, „Marțole”. Acest spirit dă multe bătăi de cap familiei de țigani a lui Fercuș, din nuvela „Din țigănie”. Slavici surprinde foarte bine trăsătura specifică țiganilor, anume frica, pe care o amplifică prin recurgerea la mitul lui Marțolea. La vederea hainelor albe, bătute de vânt pe timp de noapte, Fercuș crede că și-a făcut apariția Marțolea. Numai că era într-o zi de sâmbătă: „Nu-i Marțolea, nu-i! De unde Marțolea sâmbătă noaptea? Fuge Marțolea când vede cap de bărbat”.[3]

- Marțolea tulbură somnul, împunge cu fusul, scoate ochii sau chiar ucide copiii torcătoarelor.[4]